# Marlene Engel
Marlene Engel (* 29. Dezember 1984 in Krems an der Donau) ist eine österreichische Musikkuratorin. Ihr Künstlername ist „Bürgerkurator“.

## Leben
Während ihres Studiums der Philosophie und Internationale Betriebswirtschaft begann Engel, zusammen mit Rana Farahani (alias Fauna), autonome Konzerte und Club-Events zu veranstalten, und wurde als freie Mitarbeiterin beim Sound:frame-Festival in Wien tätig.
2013 gründete sie die Veranstaltungsreihe Bliss und war als Mitarbeiterin beim Donaufestival in Krems an der Donau tätig. Bliss fand je nach Programm an unterschiedlichen Orten statt, darunter in der Kunsthalle Wien (2013), F23 (2016) oder dem Club U (2012). Engel begann 2014 parallel dazu beim Elevate Festival in Graz zu arbeiten.
Von 2017 bis 2018 war Engel bei den Wiener Festwochen verantwortlich für die inhaltliche Gestaltung des Hyperreality, Festival for Club Culture und weitere musikalische und transdisziplinäre Projekte. Das britische Magazin The Guardian nannte 2017 das Hyperreality-Festival als eines der fünf besten experimentellen elektronischen Musikfestivals. Das Festival wird seit seiner dritten Ausgabe von einem gemeinnützigen Verein ausgerichtet und fand 2019 zum vierten Mal statt. Seit 2022 wird es ohne Engel von einem neuen Leitungsteam weitergeführt.
Engel gehört zur Burschenschaft Hysteria, einer feministischen Gruppe, die Burschenschaften parodiert und unter anderem durch Aktionen auf dem Wiener Akademikerball auf sich aufmerksam machte. Engel ist Managerin des Künstlerinnenkollektivs Hyäne Fischer.
Als Musikkuratorin gehört Engel seit 2021 zum dramaturgischen Team des Intendanten René Pollesch an der Volksbühne am Rosa-Luxemburg-Platz in Berlin. Dort leitet sie 2022 Hyäne Fischer – Das totale Musical, das von Publikum und Kritik kontrovers aufgenommen wurde.
Die Frankfurter Allgemeine Sonntagszeitung führte Engel unter den 30 beeindruckendsten Kulturpersonen des Jahres 2022 auf.